# Rieda
Rieda ist ein Ortsteil der Ortschaft Schrenz innerhalb der Stadt Zörbig im Landkreis Anhalt-Bitterfeld (Sachsen-Anhalt). Rieda ist einer der 18 Ortsteile, die gemeinsam die Stadt Zörbig bilden.

## Geografie
Rieda befindet sich südwestlich des Ortskerns von Zörbig an der Riede. Das Dorf liegt im Süden Sachsen-Anhalts zwischen Bitterfeld und Köthen. Im Südwesten stößt die Gemarkung des Orts an den zu Brachstedt gehörenden Abatassinenberg, eine 149 Meter hohe Erhebung vulkanischen Ursprungs.

## Geschichte
Rieda wurde im Jahr 1156 erstmals urkundlich erwähnt. Die Dorfflur wurde als slawischer Rundling angelegt. Rieda gehörte wie seine Nachbarorte Schrenz und Siegelsdorf bis 1815 zum kursächsischen Amt Zörbig. Durch die Beschlüsse des Wiener Kongresses kamen sie zu Preußen und wurden 1816 dem Landkreis Bitterfeld im Regierungsbezirk Merseburg der Provinz Sachsen zugeteilt, zu dem sie bis 1944 gehörten.
Durch Zusammenschluss von Schrenzsiegelsdorf (dieses war am 30. September 1928 durch Zusammenlegung der Gemeinden sowie Gutsbezirke Schrenz und Siegelsdorf gebildet worden) und Rieda entstand am 1. Juli 1950 die Gemeinde Schrenz. Am 1. März 2004 wurde die ehemalige Gemeinde Schrenz mit ihren Ortsteilen als Ortschaft Schrenz in die neue Einheitsgemeinde Stadt Zörbig eingegliedert.

## Dorfkirche
Die Kirche in Rieda aus dem 12. Jahrhundert – mit Apsis aus dem 13. Jahrhundert und Erweiterung des Kirchenschiffs in den Turm sowie Emporen aus dem 19. Jahrhundert – wurde 1970 aufgegeben und nach sechsjähriger Restaurierung unter Mithilfe zahlreicher Dorfbewohner am 13. Mai 2021 wiedereingeweiht. Sie dient heute nicht allein kirchlichen Zwecken, sondern auch als multifunktionales Veranstaltungszentrum des Orts.